# Umberto Giordano
Umberto Giordano (Foggia, 28 de agosto de 1867 — Milão, 12 de novembro de 1948) foi um compositor italiano que se dedicou eminentemente à composição de óperas. 
Matriculou-se no Conservatório de Nápoles em 1882, apesar de seu pai não concordar. Estudou com Paolo Serrao e escreveu sua primeira ópera, Marina para um concurso acadêmico. Tempos depois, escreveu Mala Vita, ópera do verismo italiano a respeito de um homem que promete devolver a dignidade a uma prostituta caso ela se cure da tuberculose. Esta ópera provocou escândalos durante sua representação em Roma, em 1892, e atingiu mais popularidade na Áustria e na Alemanha. Giordano tentou aproximar-se mais do romantismo com a ópera Regina Diaz (1894), que fracassou.
Giordano, então, voltou a investir no verismo com sua obra mais famosa até hoje, Andrea Chénier (1896), baseada na vida do poeta francês André Chénier. Fedora (1898) foi também uma obra bem sucedida e ainda apresentada atualmente, mas bem mais raramente. Sua obra posterior é pouco conhecida, embora ocasionalmente seja ainda representada.
O teatro mais importante de Foggia é dedicado a ele. Há também lá uma praça com seu nome, na qual alguns monumentos retratam suas obras mais famosas.

## Outras obras
- Mala Vita (1892)
- Il Voto (1902)
- Siberia (1903, revisada en 1927)
- Marcella (1907)
- Mese mariano (1910)
- Madame Sans-Gêne (1915)
- La cena delle beffe (1924)
- Il Re (1929)
- La festa del Nilo (incompleta)